# North Little Rock
North Little Rock est une ville de l'Arkansas, dans le comté de Pulaski, contigüe à la capitale de l'État, Little Rock.

## Démographie
| 1910   | 1920   | 1930   | 1940   | 1950   | 1960   |
| ------ | ------ | ------ | ------ | ------ | ------ |
| 11 138 | 14 048 | 19 418 | 21 137 | 44 097 | 58 032 |

| 1970   | 1980   | 1990   | 2000   | 2010   | - |
| ------ | ------ | ------ | ------ | ------ | - |
| 60 040 | 64 388 | 61 741 | 60 433 | 62 304 | - |